# César Vallejos
César Vallejos (Corrientes, 24 de marzo de 1983) es un futbolista argentino profesional, que actualmente juega en Jorge Newbery (Venado Tuerto).
| Club                               | País      | Año       |
| ---------------------------------- | --------- | --------- |
| Club Renato Cesarini               | Argentina | 2003-2004 |
| El Linqueño                        | Argentina | 2004-2009 |
| Club Atlético Huracán              | Argentina | 2009      |
| Club Atlético Douglas Haig         | Argentina | 2010-2011 |
| Rivadavia de Lincoln               | Argentina | 2012-2013 |
| Union de Mar del Plata             | Argentina | 2013-2015 |
| Club Social y Deportivo Camioneros | Argentina | 2016      |
| Club Agropecuario Argentino        | Argentina | 2016-2017 |
| Jorge Newbery (Venado Tuerto)      | Argentina | 2024-2025 |